# Nature morte sur un piano
Nature morte sur un piano est un tableau peint par Pablo Picasso en 1911-1912. Cette huile sur toile constitue une nature morte cubiste où l'on distingue des éléments issus d'un violon et d'un piano, notamment, mais également l'inscription « CORT », qui renvoie à Alfred Cortot. Elle est conservée au musée Berggruen, à Berlin.

## Expositions
- Le Cubisme, Centre national d'art et de culture Georges-Pompidou, Paris, 2018-2019.